# Bentley (South Yorkshire)
Bentley è un paese della contea del South Yorkshire, in Inghilterra.